# Csiky József (újságíró)
Csiky József (Olthévíz, 1926. október 7. – Kolozsvár, 1977. június 29.) magyar újságíró.

## Életpályája
A sepsiszentgyörgyi Székely Mikó Kollégiumban érettségizett, a Bolyai Tudományegyetemen irodalmat, esztétikát, néprajzot hallgatott. Pályáját a Népi Egységnél kezdte, majd kolozsvári lapokba dolgozott; 1975-től a Brassói Lapok munkatársa lett. Verskötete: Kakukkszó (Tompa László előszavával, Székelyudvarhely, 1946).